# Xkcd
Randall Munroes xkcd er en onlinetegneserie, der behandler temaer som livet, kærlighed, matematik og naturvidenskab. Munroe selv betegner den som "a webcomic of romance, sarcasm, math, and language" ("en webtegneserie om romantik, sarkasme, matematik og sprog"). Tegneserien har et stort publikum og seriens hjemmeside havde i november 2007 mellem 60 og 70 millioner sidevisninger. Den har desuden været omtalt i bl.a. The Guardian.
Tegneserien er under licensen Creative Commons Attribution-NonCommercial 2.5 License. Tre nye striber kommer hver uge henholdsvis mandag, onsdag og fredag.

## Ekstern henvisning
- Wikimedia Commons har flere filer relateret til Xkcd
- xkcd – A Webcomic

| Taleboble | Spire Denne tegneserieartikel er en spire som bør udbygges. Du er velkommen til at hjælpe Wikipedia ved at udvide den. |